# 27323 Julianewman
27323 Julianewman este un asteroid din centura principală de asteroizi.

## Descriere
27323 Julianewman este un asteroid din centura principală de asteroizi. A fost descoperit pe 2 februarie 2000 la Socorro, New Mexico, în cadrul proiectului LINEAR. Asteroidul prezintă o orbită caracterizată de o semiaxă mare de 2,64 ua, o excentricitate de 0,05 și o înclinație de 9,5° în raport cu ecliptica.